# Theia
Theia este fiica lui Uranus și Gaia, soră cu Themis, Dione și Phoibe.  În mitologia greacă Theia este una din titanide.
Din unirea sa cu Hyperion s-au născut Helios (soarele), Eos (aurora) și Selene (luna). Theia este menționată de Hesiod, Pindar, Apollodorus și Hyginus.

## Varia
Numele protoplanetei ipotetice Theia vine de la personajul mitologic Theia.
1. 1 2 3 4 5  RSKD / Θεία[*] Verificați valoarea |titlelink= (ajutor)
2. ↑  RSKD / Σελήνη[*] Verificați valoarea |titlelink= (ajutor)
3. 1 2  Q77289304[*] Verificați valoarea |titlelink= (ajutor)
4. ↑  titanomahie[*] Verificați valoarea |titlelink= (ajutor)
5. ↑  Teogonia
6. ↑  RSKD / Rhea[*] Verificați valoarea |titlelink= (ajutor)